# Virna Johnson
Virna Lizi Johnson Salcedo (Santa Marta, 15 de noviembre de 1970) fue alcaldesa de la ciudad de Santa Marta, la capital del departamento de Magdalena (Colombia), además de administradora de empresas y política colombiana.

## Trayectoria
Es administradora de empresas de la Universidad Cooperativa de Colombia. Es especialista en Gerencia Pública y tiene un magíster en Administración de la Universidad del Norte. Trabajó en la Universidad del Magdalena durante la rectoría de Carlos Caicedo Omar. Desempeñó cargos como asistente de rectoría, vicerrectora administrativa y financiera, jefe de cartera y directora de prácticas profesionales.
Milita en el movimiento Fuerza Ciudadana desde su creación en 2007. Trabajó en las administraciones de Carlos Caicedo y Rafael Martínez. Durante esas alcaldías fue gerente de la Empresa de Servicios Públicos de Aseo del Distrito (Espa), secretaria de Hacienda, gerente del Sistema Estratégico de Transporte Público (SETP) y directora de los Juegos Bolivarianos de 2017.

### Alcaldesa de Santa Marta
Participó con éxito en las elecciones locales de Santa Marta de 2019 y el 27 de octubre se convirtió en la primera mujer en llegar a la Alcaldía por voto popular. Logró 129.961 votos, seguida por Juan Carlos Palacio del Partido Conservador, con 33.276 votos. Es la alcaldesa de la ciudad a partir desde 1 de enero de 2020, cuando terminó el mandato de su predecesor y copartidario Rafael Martínez. En 2021 se posicionó como una de las gobernantes con mejor favorabilidad de Colombia.